# The Home & Home Tour
The Home & Home Tour fue una gira de conciertos por parte de los raperos estadounidenses Jay-Z y Eminem.

## Fechas de la gira
| Fecha                    | Ciudad        | País           | Lugar          |
| ------------------------ | ------------- | -------------- | -------------- |
| Norteamérica             |               |                |                |
| 2 de septiembre de 2010  | Detroit       | Estados Unidos | Comerica Park  |
| 3 de septiembre de 2010  | Detroit       | Estados Unidos | Comerica Park  |
| 13 de septiembre de 2010 | New York City | Estados Unidos | Yankee Stadium |
| 14 de septiembre de 2010 | New York City | Estados Unidos | Yankee Stadium |

## Lista de temas
Eminem
1. "Won't Back Down"
2. "3 a.m."
3. "Square Dance"
4. "W.T.P."
5. "Kill You"
6. "Welcome 2 Detroit" (with Trick-Trick)
7. "No Love"
8. "So Bad"
9. "Cleanin' Out My Closet"
10. "The Way I Am"
11. "Fight Music" (with D12)
12. "Purple Pills" (with D12)
13. "My Band" (with D12)
14. "Airplanes" (with B.o.B)
15. "Stan"
16. "Sing for the Moment"
17. "Like Toy Soldiers"
18. "Forever" (with Drake)
19. "Patiently Waiting" (with 50 Cent)
20. "I Get Money" (with G-Unit)
21. "Beamer, Benz, or Bentley" (with G-Unit)
22. "In da Club" (with G-Unit)
23. "'Till I Collapse"
24. "Cinderella Man"
25. "Love the Way You Lie"
26. "Renegade" (with Jay-Z)
27. "My Name Is"
28. "The Next Episode"
29. "Still D.R.E." (with Dr. Dre)
30. "Nuthin' but a 'G' Thang" (with Dr. Dre)
31. "Crack a Bottle"
32. "The Real Slim Shady"
33. "Without Me"
34. "Not Afraid"
35. "Lose Yourself" (encore)

|
Jay-Z
1. "Young Forever" (with Beyoncé)
2. "Run This Town" (with Kanye West and Rihanna )
3. "Power Remix" (with Kanye West)
4. "Monster" (with Kanye West and Nicki Minaj)
5. "Can't Tell Me Nothing" (with Kanye West)
6. "Good Life" (with Kanye West)
7. "On to the Next One" (with Swizz Beatz)
8. "D.O.A. (Death of Auto-Tune)"
9. "Free Mason"
10. "Renegade" (with Eminem)
11. "Takeover"
12. "U Don't Know"
13. "99 Problems"
14. "Nigga What, Nigga Who (Originator 99)"
15. "Big Pimpin'"
16. "Hard Knock Life (Ghetto Anthem)"
17. "One More Chance" (The Notorious B.I.G. tribute)
18. "Juicy" (The Notorious B.I.G. tribute)
19. "A Dream"
20. "PSA"
21. "Ain't No Love" (with Chris Martin)
22. "Most Kings/Viva la Vida" (with Chris Martin)
23. "Miss Me" (with Drake)
24. "Light Up" (with Drake)
25. "Already Home"
26. "Empire State of Mind" (with Bridget Kelly)
27. "Thank You"
28. "Jigga My Nigga"
29. "Izzo (H.O.V.A.)"
30. "The Best of Me"
31. "Where I'm From"
32. "Dirt off Your Shoulder"
33. "I Just Wanna Love U (Give It 2 Me)"
34. "Numb/Encore"

|}